# 1790

## Esdeveniments
- Barcelona: es comença a bastir la nova Duana de Barcelona, davant de l'Hala dels Draps al Pla de Palau.
- 4 de març, França: hi entra en vigor la nova divisió administrativa en 83 departaments, abolint-se les antigues províncies.
- 14 d'agost - Värälä (Vall de Kymi, Finlàndia): Es signa el Tractat de Värälä que significa el final de la Guerra russosueca (1788–1790) que enfrontà Suècia amb Rússia, Dinamarca i Noruega.
- S'inicia la construcció de la Casa Blanca.
- Estrena de Così fan tutte de Mozart.
- Auge del metodisme.

## Naixements
Països Catalans
Resta del món
- 13 de març, Llenguadoc: Elisa de Lamartine, pintora, escultora, il·lustradora francesa (m. 1863).[1]
- 29 de març, Comtat de Charles City, Virgínia (EUA): John Tyler, advocat, 10è President dels Estats Units d'Amèrica. (m. 1862).[2]

- 2 de juliol, Nàpols, Regne de les Dues Sicílies: Leopold de Borbó-Dues Sicílies (príncep de Salern)
- 3 d'agost, Haslington, Regne Unit: John Cockerill, empresari que va desenvolupar la siderúrgia a Seraing.
- 8 d'octubre, Noruega: Waldemar Thrane, compositor, violinista i director d'orquestra noruec.
- 21 d'octubre, Mâcon, Saona i Loira, Borgonya: Alphonse de Lamartine, escriptor, poeta i polític francès.
- 17 de novembre - Schulpforta, Saxònia: August Ferdinand Möbius, matemàtic i astrònom teòric alemany (m. 1868).
- Schmiedeberg, Saxònia: Friedrich Gerstäcker, tenor alemany.

## Necrològiques
Països Catalans
Resta del món
- 17 d'abril - Filadèlfia (Estats Units): Benjamin Franklin, polític i impressor nord-americà (n. 1706).[3]
- 30 de juny - Bolonya: Lucia Galeazzi Galvani, científica italiana (n. 1743).[4]

- 17 de juliol- Adam Smith, economista.